# 白云机场东站
白云机场东站是广州东环城际的一个车站，位于中国广东省广州市白云区人和镇广州白云国际机场三号航站楼地面交通中心正下方。本站预计于2025年随广州白云国际机场三号航站楼启用而开通。

## 车站结构
本站为地下二层岛式车站。

### 车站楼层
| 地下一层 | 站厅层   | 售票处、进站口、候车区、出站口            |  |  |
| 地下二层 | 1站台    | 广州东环城际 番禺方向（下站：竹料）       |  |  |
|          | 岛式站台 |                                           |  |  |
|          | 2站台    | 广州东环城际 花都方向（下站：白云机场南） |  |  |

## 历史
本站在规划和施工阶段被称作机场T3站。车站主体结构于2018年10月12日封顶。2021年2月2日，车站定名为白云机场东站。

## 接驳交通
除新白广城际外，白云机场三号航站楼未来还将引入广州地铁22号线北延段（芳白城际）及广河、广中珠澳两条规划高铁。乘客未来不仅可从该站前往机场，亦可转乘其他轨道交通线路前往广州市乃至广东省各地。目前，本站与广州地铁22号线机场东站、白云机场高铁站共同构成了“白云机场T3交通枢纽轨道交通预留工程”。